# Софроний Търновски
Софроний е висш български православен духовник, търновски митрополит на Българската православна църква от 1935 до 1961 година.

## Биография
Роден е на 20 март 1888 година в одринското Ново село, Османската империя, със светското име Стойко Недялков Чавдаров. Учи в родното си село, в Дедеагач, а прогимназия завършва в българското училище „Д-р Петър Берон“ в град Одрин. От 1905 година учи в Цариградската духовна семинария, която завършва през 1911 година.
На 18 септември 1911 година в катедралния храм „Свети Стефан“ в Цариград е постриган в монашество с името Софроний и е ръкоположен в йеродяконски чин от митрополит Мелетий Велешки. След това служи като дякон при екзарх Йосиф I Български и писар при Българската екзархия.
През 1912 година постъпва в Киевската духовна академия, където следва до 1915 година. След освобождението на Вардарска Македония по време на Първата световна война, от 1 април 1916 до 23 септември 1918 година е секретар на Велешката митрополия.
След войната от 1 септември 1919 до 1 септември 1922 година е екзархийски дякон и проповедник в Цариград и учител в българската гимназия в Пера. На 24 април 1921 година в „Свети Стефан“ е ръкоположен за йеромонах от митрополит Мелетий Велешки.
През 1922 година завършва Богословския факултет на Черновицкия университет. От 1 септември 1922 до юни 1924 година е на богословска специализация в института по каноническо право при Страсбургския университет, Франция.
От 1 октомври 1924 година до 1 септември 1929 година той е протосингел на Софийската митрополия. На 19 октомври 1924 година по решение на Светия синод е възведен в архимандритско достойнство от митрополит Стефан Софийски. От 1 септември 1929 година до края на октомври 1931 година архимандрит Софроний е началник на Културно-просветния отдел при Светия Синод.
На 1 ноември 1931 година е ръкоположен за епископ с титлата знеполски и е назначен за викарий на софийския митрополит Стефан. Поради влошеното здравословно състояние на митрополит Филип Търновски на 26 март 1934 година е назначен за негов викарий и управляващ на Търновска епархия. От 1 юли 1935 година повторно е викарий на митрополит Стефан Софийски.
На 22 септември 1935 година епископ Софроний Знеполски е избран, а на 6 октомври канонически утвърден за търновски митрополит.
След разгрома на Югославия от Германия през пролетта на 1941 година, Българската екзархия възстановява своя диоцез в анексираните от България части от Вардарска и Егейска Македония и в Западна Тракия. Временното управление на Скопско-Велешката епархия е връчено на митрополит Софроний Търновски с помощник епископ Максим Браницки. Като епархийски архиерей той е инициатор за организирането и създаването на множество старопиталища, сиропиталища и безплатни кухни за нуждаещите се в своята епархия.
След установяването на комунистическия режим той, продължава неустрашимо да проповядва и по различни поводи попада в изострени отношения с властите. През лятото на 1949 година заместник-министърът на вътрешните работи Йонко Панов го определя като „предан представител на реакцията в църквата“ и предлага да бъде отстранен от Светия синод в рамките на кампания за „демократизация“, но предложението е отхвърлено от Политбюро.
Умира на 1 май 1961 година в Търново. Погребан е в притвора на катедралата „Рождество Богородично“.